# 甄能煮
《甄能煮》（英語：Yan Can Cook，香港亞洲電視國際台播出時易名為《食得是福》）是一個北美中餐烹飪節目，甄文達主持，1978年開始於加拿大電視台每天播出，合共超過三千集，節目中的料理包括熱炒及其他傳統中國菜。甄文達的節目在美國和加拿大的電視上播出。
甄文達的呈現風格略帶幽默。在中國廣東出生的他，父親開餐館，因此他從小就學會做菜。他在美國加州擁有小型連鎖餐廳「Yan Can Restaurants」。

## 外部連結
- 《甄能煮》官方網站 （页面存档备份，存于）（英文）